# آردنگو سوفیچی

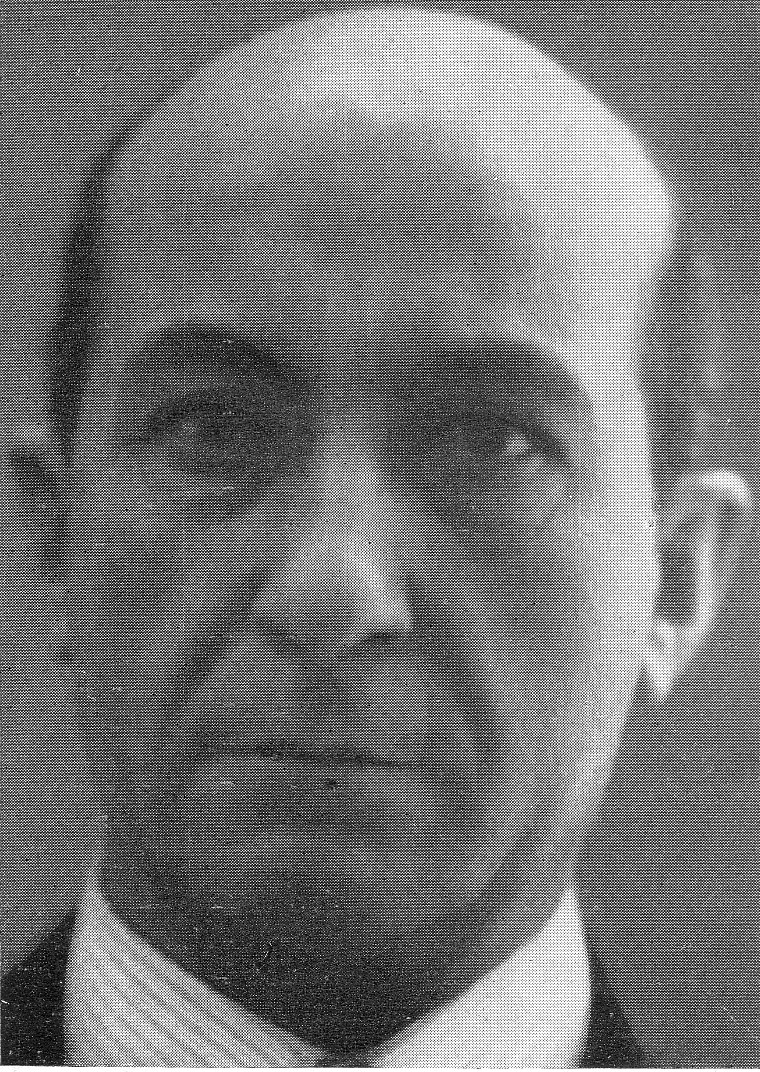
آردنگو سوفیچی در ۱۹۳۹ میلادی

آردنگو سوفیچی (به ایتالیایی: Ardengo Soffici) (زادهٔ ۷ آوریل ۱۸۷۹- مرگ ۱۲ اوت ۱۹۶۴) نویسنده، نقاش، پیکرتراش، شاعر و روشنفکر ایتالیایی بود.
سوفیچی در رینیانو سول‌آرنو در نزدیکی فلورانس زاده شد. او در دانشکده هنرهای زیبای فلورانس به تحصیل پرداخت. در ۱۹۰۰ آردنگو سوفیچی به پاریس رفت و هفت سال در آنجا اقامت گزید. وی در آنجا با ژرژ براک، آندره دورن، پابلو پیکاسو، خوان گری و گیوم آپولینر آشنا شد. همچنین در نشریاتی در زمینهٔ نمادگرایی کار کرد. در ۱۹۰۷ به ایتالیا بازگشت و این بار در پوجو کایانو ساکن شد. او از این پس به نگارش مقالاتی در نشریهٔ لا ووچه دربارهٔ هنرمندان معاصر پرداخت. در ۱۹۱۰ نیز با همکاری همین نشریه به برپایی نمایشگاهی در زمینهٔ امپرسیونیسم همت گمارد.
سوفیچی در جنگ جهانی اول به خدمت سربازی رفت. پس از جنگ با ماریا سدریگوتی ازدواج کرد و حاصل این پیوند سه فرزند شد. سوفیچی از لحاظ سیاسی به دولت فاشیست ایتالیا نزدیکی داشت. پس از سرنگونی دولت فاشیست و تأسیس جمهوری اجتماعی ایتالیا، سوفیچی باز هم به بنیتو موسولینی وفادار ماند. پس از جنگ به اسارت بریتانیایی‌ها درآمد و چند ماهی زندانی بود و به دلیل شرایط بد کمپ محل نگهداری به بیماری ذات‌الریه دچار شد. در زمان بازداشت سوفیچی و چند هنرمند زندانی دیگر با کشیدن نقاشی به گذران وقت پرداختند و گاهی نقاشی‌ها را در برابر غذا و نیازمندی‌هایشان معاوضه می‌کردند. سرانجام به دلیل نبود ادلهٔ کافی در مجرمیت سوفیچی، او را از زندان آزاد کردند.
آردنگو سوفیچی تا زمان مرگش در فورته دی مارمی به کشیدن نقاشی و نویسندگی ادامه داد.

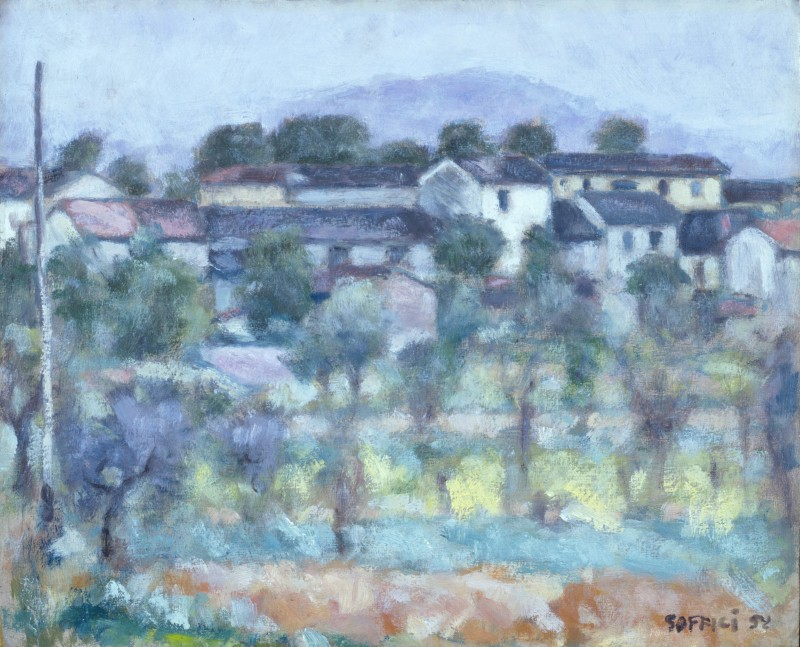
نمونه‌ای از نقاشی‌های سوفیچی